# 大长尾鼩
大长尾鼩（学名：Soriculus salenskii）为鼩鼱科长尾鼩属的动物。在中国大陆，分布于陕西、云南、四川等地，多见于山地森林以及灌丛。该物种的模式产地在四川。

## 亚种
- 大长尾鼩缅北亚种（学名：Soriculus salenskii furva），Anthony于1941年命名。在中国大陆，分布于云南贡山等地。该物种的模式产地在缅甸。[3]
- 大长尾鼩云南亚种（学名：Soriculus salenskii parca），G. Allen于1923年命名。在中国大陆，分布于云南等地。该物种的模式产地在云南西部。[4]
- 大长尾鼩指名亚种（学名：Soriculus salenskii salenskii），Kastschenko于1907年命名。在中国大陆，分布于陕西、四川等地。该物种的模式产地在四川北部。[5]